# Vernieuwbare hulpbron
Een vernieuwbare hulpbron of hernieuwbare hulpbron is een natuurlijke hulpbron waarvan de reserves zichzelf aanvullen, mits er voldoende tijd voorbij gaat. Voorbeelden van vernieuwbare hulpbronnen zijn jachtwild, vis en hout. In tegenstelling tot niet-vernieuwbare hulpbronnen kunnen vernieuwbare hulpbronnen oneindig worden gewonnen, zo lang de winning duurzaam is. Vernieuwbare hulpbronnen verschillen ook van onuitputtelijke hulpbronnen: als ze te snel gewonnen worden kunnen de reserves afnemen of geheel op raken.

## Draagkracht en duurzame opbrengst
Vernieuwbare hulpbronnen raken van nature aangevuld: vis en wild bijvoorbeeld planten zich voort zodat hun natuurlijke populaties zonder invloed van de mens groeien. Deze populaties kunnen zich ook op natuurlijke manier herstellen na jacht of vangst (de opbrengst). Maar als men te veel vis vangt, krijgt de populatie onvoldoende kans zich te herstellen en nemen de natuurlijke reserves af. Hetzelfde geldt voor een populatie herten in een bos. Hout kan ook niet te snel gewonnen worden zonder een bos te vernietigen: als men te veel bomen kapt heeft het bos onvoldoende tijd zich te herstellen.
Dergelijke hulpbronnen hebben van nature geen constante populatie: de hoeveelheid vis bijvoorbeeld schommelt ook van nature van jaar tot jaar. Gemiddeld genomen benadert de grootte van de populatie de ecologische draagkracht. Dat is het maximaal aantal dat door de natuurlijke omgeving in leven kan worden gehouden. Wanneer de populatie de draagkracht overschrijdt vindt sterfte plaats en neemt de populatie van nature af.
Visvangst, jacht en houtkap zijn duurzaam wanneer men niet meer dan een bepaalde hoeveelheid van de hulpbron wint. Die hoeveelheid is de maximale duurzame opbrengst. De maximale duurzame opbrengst verschilt per hulpbron. Als vuistregel geldt dat ze rond of onder de 50% van de draagkracht ligt. Bij de meeste vissoorten bijvoorbeeld ligt de maximale duurzame opbrengst bij ongeveer 30% van de draagkracht.

## Vernieuwbare ecosysteemdiensten
Een ecosysteemdienst kan ook vernieuwbaar van aard zijn. Zo is het vermogen van de bodem om giftige stoffen uit water te zuiveren niet oneindig. Als men te veel gif in de bodem loost, wordt de draagkracht van de bodem overschreden en percoleert het gif door tot in het grondwater. Een ander voorbeeld is het vermogen van de ozonlaag zichzelf te herstellen. Toen aan het einde van de 20e eeuw te veel CFK's (gassen die ozon afbreken) gebruikt werden, groeide het gat in de ozonlaag. Dit probleem werd tijdig herkend: het gebruik van CFK's werd met internationale afspraken (het Montrealprotocol) ingeperkt. De ozonlaag is sindsdien geleidelijk aan het herstellen.
De Aarde heeft ook een natuurlijk vermogen om broeikasgassen op te nemen of af te breken. Maar de menselijke uitstoot van broeikasgassen, met name door de verbranding van fossiele brandstoffen en veeteelt, overschrijdt de draagkracht van de planeet vele malen. Als gevolg stijgt de concentratie broeikasgassen in de atmosfeer en vindt een steeds snellere opwarming van het klimaat plaats.